# Фудбалски савез Новог Зеланда
Фудбалски савез Новог зеланда (New Zealand Football 	NZF) је највише фудбалско тело на Новом Зеланду које ради на организовању националних фудбалских такмичења и мушких и женских националних тимова.
Надзире седам фудбалских савеза Новог Зеланда, као и мушку фудбалску репрезентацију Новог Зеланда (надимак „Сви бели“ (All Whites)), национални јуниорски и женски тим (са надимком „Фудбалске папрати“ (Football Ferns))), мушку и женску националну лигу „Нова Зеландска национална лига”, Национална женска лига и велики број турнира, укључујући Куп Чатам и Куп Кејт Шепард. Новозеландски тим, ФК Велингтон феникс који игра у аустралијској А-лиги, такође је под јурисдикцијом Новог Зеланда.

## Историја
Савез је основан 1891. године као Фудбалски савез Новог Зеланда (New Zealand Football (NZF)) и званично је постала повезана са ФИФА-ом 1948. У мају 2007. организација је преименована у Новозеландски фудбал (НЗФ), заменивши реч „сокер“ (soccer) са „ фудбал“ у складу са уобичајеном употребом у другим деловима света. Иако су формалне организације за фудбал тај спорт увек називале фудбалом, он се обично назива сокер у појединим земљама.
Нови Зеланд је примљен за члана Азијске фудбалске конфедерације 1964. године,  али су касније изгубили чланство. Нови Зеланд и Аустралија су на крају формирали „Фудбалску федерацију Океаније” (данас Океанска фудбалска конфедерација) 1966. године.
У септембру 2007. године, женски фудбалски тимови Новог Зеланда су поново брендирани. Женска репрезентација променила је име из „СВАНЗ“ (SWANZ)у „Футбал фернс“, женски тим до 20 година у „Јуниор футбол фернс“, а тим до 17 година постао је „Јанг фудбал фернс“.
На Светском првенству 2010. године у Јужној Африци, Нови Зеланд је постигао најбољи резултат у историји свог репрезентативног учешћа када су играли нерешено 1 : 1 са актуелним светским шампионом Италијом. Шејн Смелц је постигао гол у 7. минуту, што је први пут да је Нови Зеланд водио меч на Светском првенству. Они су постали једини непоражени тим на турниру.

### Прелазак у Јужноамеричку конфедерацију
У јануару 2013, чланови Извршног комитета ФИФА састали су се на приватном састанку који је сазвао Јозеф Блатер како би разговарали о могућностима премештања Фудбалског савеза Новог Зеланда у Јужноамеричку фудбалску конфедерацију (Конмебол) како би се унапредио спорт у земљи. После састанка, Блатер је рекао да је идеја „ратификована“, али да су јој потребна нека прилагођавања. Ова чињеница је омогућила Новом Зеланду успех у идеји покрета, захтевајући само формални захтев удружења. Међутим, у јуну је извршни директор Новозеландске федерације Енди Мартин рекао да његова администрација за сада не планира да промовише новозеландски фудбал на такмичењима високог нивоа, што значи да би Нови Зеланд требало да остане у слабојој Фудбалској конфедерацији Океаније.